# Friuli Latisana Pinot Bianco superiore
Le Friuli Latisana Pinot Bianco superiore est un vin blanc italien de la région Frioul-Vénétie Julienne doté d'une appellation DOC depuis le 19 mai 1975. Seuls ont droit à la DOC les vins blancs récoltés à l'intérieur de l'aire de production définie par le décret. Les vignobles autorisés se situent en provinces de Pordenone et d'Udine dans les communes de Castions di Strada, Latisana, Lignano Sabbiadoro, Muzzana del Turgnano, Morsano al Tagliamento, Palazzolo dello Stella, Pocenia, Precenicco, Rivignano, Ronchis, Teor et Varmo.
Le Friuli Latisana Pinot Bianco superiore répond à un cahier des charges plus exigeant que le Friuli Latisana Pinot Bianco, essentiellement en relation avec taux d’alcool.

## Caractéristiques organoleptiques
- couleur : jaune paille clair à jaune doré
- odeur : délicat, caractéristique
- saveur : sec, délicat, caractéristique

Le Friuli Latisana Pinot Bianco superiore se déguste à une température de 10 à 12 °C et il se boit jeune.

## Production
Province, saison, volume en hectolitres :
- pas de données disponibles